# Aleksander Jan Mosiewicz
Aleksander Jan Mosiewicz herbu Topacz odmienny (zm. 12 marca 1697) – wojewoda mścisławski w 1689 roku, marszałek lidzki w latach 1684–1689, podwojewodzi wileński w latach 1682–1684, surogator grodzki wileński w 1682 roku, chorąży lidzki w latach 1683–1684, ciwun szawdowski w 1676 roku, pisarz ziemski lidzki w 1670 roku, pisarz grodzki lidzki w latach 1667–1671, starosta szawdowski, rosieński i sucharski.
Na sejmie abdykacyjnym jako poseł 16 września 1668 roku podpisał akt potwierdzający abdykację Jana II Kazimierza Wazy. Poseł na sejm konwokacyjny 1668 roku z powiatu lidzkiego. Był członkiem konfederacji generalnej zawiązanej 5 listopada 1668 roku na tym sejmie. Podpisał pacta conventa Michała Korybuta Wiśniowieckiego w 1669 roku. Był posłem powiatu lidzkiego województwa wileńskiego na sejm nadzwyczajny 1672 roku. Przystąpił do senatorsko-żołnierskiej konfederacji kobryńskiej 1672 roku. Poseł sejmiku lidzkiego na sejm 1677 roku, wyznaczony do Trybunału Skarbowego Wielkiego Księstwa Litewskiego. Poseł sejmiku lidzkiego na sejm 1681 roku. Poseł na sejm 1683 roku. Będąc posłem na sejm 1683 roku został deputatem na Trybunał Skarbowy Wielkiego Księstwa Litewskiego.  Deputat do konstytucji z Wielkiego Księstwa Litewskiego w 1683 roku. Poseł sejmiku wileńskiego na sejm 1685 roku, sejm zwyczajny 1688 roku, poseł sejmiku lidzkiego na sejm nadzwyczajny 1688/1689 roku.